# Putten, Småland
Putten är en sjö i Vimmerby kommun i Småland och ingår i Botorpsströmmens huvudavrinningsområde.